# The Cats (album)
The Cats – album Tommy’ego Flanagana, Johna Coltrane’a i Kenny’ego Burrella, wydany przez wytwórnię Prestige Records w 1959.
Nagrań dokonano w studiu Rudy’ego Van Geldera w Hackensack 18 kwietnia 1957. W albumie znalazły się cztery kompozycje Flanagana i jedna George’a Gershwina.
Reedycja płyty na CD została wydana w serii Original Jazz Classics w 1991.

## Lista utworów
Strona A
| 1. | „Minor Mishap” (Tommy Flanagan)                                    | 7:24  |
|    |                                                                    |       |
| 2. | „How Long Has This Been Going On?” (George Gershwin, Ira Gershwin) | 5:53  |
|    |                                                                    |       |
| 3. | „Eclypso” (Tommy Flanagan)                                         | 7:55  |
|    |                                                                    |       |
|    |                                                                    | 21:12 |
|    |                                                                    |       |
Strona B
| 4. | „Solacium” (Tommy Flanagan)     | 9:06  |
|    |                                 |       |
| 5. | „Tommy’s Tune” (Tommy Flanagan) | 11:56 |
|    |                                 |       |
|    |                                 | 21:02 |
|    |                                 |       |

## Twórcy
- Idrees Sulieman – trąbka w utworach 1, 3, 4 i 5
- John Coltrane – saksofon tenorowy w utworach 1, 3, 4 i 5
- Kenny Burrell – gitara elektryczna w utworach 1, 3, 4 i 5
- Tommy Flanagan – fortepian
- Doug Watkins – kontrabas
- Louis Hayes – perkusja